# Dialektische Grundgesetze
Die dialektischen Grundgesetze oder Hauptgesetze der Dialektik wurden von Friedrich Engels im Anti-Dühring sowie in Dialektik der Natur als Grundzüge der Naturphilosophie des dialektischen Materialismus konzipiert. Es handelt sich hierbei um das Programm einer Uminterpretation der Dialektik Hegels, vollzogen auf dem Boden des Materialismus (s. a. Dialektik bei Marx und Engels).

## Dialektik als Wissenschaft des Gesamtzusammenhangs
Engels ging es darum, sich davon zu überzeugen,
„dass in der Natur dieselben dialektischen Bewegungsgesetze im Gewirr der zahllosen Veränderungen sich durchsetzen, die auch in der Geschichte die scheinbare Zufälligkeit der Ereignisse beherrschen; dieselben Gesetze, die, ebenfalls in der Entwicklungsgeschichte des menschlichen Denkens den durchlaufenden Faden bildend, allmählich den denkenden Menschen zum Bewusstsein kommen; die zuerst von Hegel in umfassender Weise, aber in mystifizierter Form entwickelt worden, und die aus dieser mystischen Form herauszuschälen und in ihrer ganzen Einfachheit und Allgemeingültigkeit klar zur Bewusstheit zu bringen.“
In Gegensatz zu Hegels objektivem Idealismus besteht für die materialistische Dialektik die Einheit der Welt in ihrer Materialität.
Die Bewegung ist die Daseinsweise der Materie.

### Gegen metaphysisch borniertes Denken
Engels hält die Vorgehensweise der alten Naturphilosophie für ähnlich unwissenschaftlich wie auf dem Gebiet der Gesellschaftstheorie die Vorstellungen der utopischen Sozialisten. Er verteidigt ihre kühnen Vorwegnahmen dagegen, dass sie polemisch niedergemacht wurden, so wie er den „Veitstanz“ ablehnt, den Autoren wie Eugen Dühring beim Erwähnen des Namens Hegel veranstalteten. Dabei bediene sich Dühring häufig unverdauter hegelscher Ideen, genauso wie sich viele Naturwissenschaftler selbst nur zu oft nicht von überholten metaphysischen Denkgewohnheiten frei machen könnten.
Wie zuvor schon Hegel wendet sich Engels aber gegen eine „metaphysische“ Herangehensweise, die in dogmatisch für absolut genommenen Begriffsunterschieden stecken bleibe (z. B. zwischen „Statik“ und „Dynamik“) und dabei absolute Wahrheiten gefunden zu haben glaube.
„Für den Metaphysiker sind die Dinge und ihre Gedankenabbilder, die Begriffe, vereinzelte, eins nach dem andern und ohne das andre zu betrachtende, feste, starre, ein für allemal gegebne Gegenstände der Untersuchung. Er denkt in lauter unvermittelten Gegensätzen; seine Rede ist ja, ja, nein, nein, was darüber ist, das ist vom Übel. Für ihn existiert ein Ding entweder, oder es existiert nicht: Ein Ding kann ebenso wenig zugleich es selbst und ein andres sein. Positiv und negativ schließen einander absolut aus; Ursache und Wirkung stehen ebenso in starrem Gegensatz zueinander. Diese Denkweise erscheint uns auf den ersten Blick deswegen äußerst einleuchtend, weil sie diejenige des sogenannten gesunden Menschenverstands ist. Allein der gesunde Menschenverstand, ein so respektabler Geselle er auch in dem hausbacknen Gebiet seiner vier Wände ist, erlebt ganz wunderbare Abenteuer, sobald er sich in die weite Welt der Forschung wagt; und die metaphysische Anschauungsweise, auf so weiten, je nach der Natur des Gegenstands ausgedehnten Gebieten sie auch berechtigt und sogar notwendig ist, stößt doch jedes Mal früher oder später auf eine Schranke, jenseits welcher sie einseitig, borniert, abstrakt wird und sich in unlösliche Widersprüche verirrt, weil sie über den einzelnen Dingen deren Zusammenhang, über ihrem Sein ihr Werden und Vergehn, über ihrer Ruhe ihre Bewegung vergißt, weil sie vor lauter Bäumen den Wald nicht sieht.“

### Der erkenntnistheoretische Status der Grundgesetze
Die Absicht ist
„nachzuweisen, daß die dialektischen Gesetze wirkliche Entwicklungsgesetze der Natur, also auch für die theoretische Naturforschung gültig sind.“
Es zeuge jedoch von Missverstand, aus den dialektischen Grundgesetzen einzelne Naturgesetze logisch ableiten, beweisen oder vorhersagen zu wollen.
Die dialektischen Grundgesetze können als Prinzipienaussagen verstanden werden, die den Zusammenhang zwischen einzelnen Gesetzesaussagen theoretisch herstellen und dabei die heuristische Funktion erfüllen, Zusammenhänge deutlicher und universeller zu fassen und auf bisher dafür unbekannten Gebieten neu zu entdecken.
Die materialistische Dialektik widerspricht damit sowohl dem Apriorismus, der alles Wissen, auch das empirische, aus letzten Axiomen abzuleiten verspricht; wie auch dem verabsolutierten Empirismus, der erkenntnistheoretischer Hierarchiebildung wie Wahrnehmung – Gesetze – Prinzipien – philosophische Erkenntnis grundsätzlich ablehnend gegenübersteht.
Dem Übergang zu Neuem von einer Stufe zur anderen entspricht ein „Sprung“ im Erkenntnisprozess, der indes nicht völlig irrational bzw. unerklärbar bleiben muss, sondern durch dialektisches Denken nachvollzogen werden kann.

## Die Dialektischen Grundgesetze

### Kampf und Einheit der Gegensätze
Unter den Gesetzen der Dialektik wird das Gesetz von der Einheit und dem Kampf der Gegensätze als das wichtigste bezeichnet. Es beantwortet die Frage nach der Quelle, nach den Triebkräften der Bewegung, Veränderung und Entwicklung. Die Einheit und der Kampf der Gegensätze machen zusammen das Wesen des dialektischen Widerspruchs aus.

### Umschlag von Quantität in Qualität (und umgekehrt)
Demnach führen auf einem bestimmten Punkt rein quantitative Änderungen zu einem Umschlag der Qualität des sich verändernden Objekts. Umgekehrt hat eine qualitative Änderung Auswirkungen auf die quantitativen Merkmale des Objekts.
„Dies können wir für unsern Zweck dahin ausdrücken, daß in der Natur, in einer für jeden Einzelfall genau feststehenden Weise, qualitative Änderungen nur stattfinden können durch quantitativen Zusatz oder quantitative Entziehung von Materie oder Bewegung (sog. Energie). Alle qualitativen Unterschiede in der Natur beruhen entweder auf verschiedener chemischer Zusammensetzung oder auf verschiedenen Mengen resp. Formen von Bewegung (Energie) oder, was fast immer der Fall, auf beiden. Es ist also unmöglich, ohne Zufuhr resp. Hinwegnahme von Materie oder von Bewegung, d. h. ohne quantitative Änderung des betreffenden Körpers, seine Qualität zu ändern.“
Der Formwechsel der Bewegung ist nach Engels ein Vorgang zwischen mindestens zwei Körpern, bei dem die Qualität sich ändert und die Quantität gleich bleibt:
„Formwechsel der Bewegung ist immer ein Vorgang, der zwischen mindestens zwei Körpern erfolgt, von denen der eine ein bestimmtes Quantum Bewegung dieser Qualität (z. B. Wärme) verliert, der andre ein entsprechendes Quantum Bewegung jener Qualität (mechanische Bewegung, Elektrizität, chemische Zersetzung) empfängt. Quantität und Qualität entsprechen sich hier also beiderseits und gegenseitig.“
Diesem dialektischen Grundgesetz steht die These „Die Natur macht keine Sprünge“ gegenüber, die Engels dialektisiert:

„Diese Mittelglieder beweisen nur, daß es in der Natur keinen Sprung gibt, eben weil die Natur sich aus lauter Sprüngen zusammensetzt.“

(Heute nennt man solchen Umschlag oft Emergenz.)

### Negation der Negation
Das Gesetz der Negation der Negation ist ein allgemeines Grundgesetz der materialistischen Dialektik. Es geht auf Hegel zurück, der es als ein Entwicklungsgesetz der absoluten Idee formulierte. Der dialektische Materialismus betont den universellen Charakter dieses Gesetzes als in Natur, Gesellschaft und Denken wirkend. Diesem Gesetz zufolge besteht eine Entwicklung nicht nur in einer Veränderung von Zuständen und Eigenschaften eines Systems; durch das Entstehen einer neuen Qualität (siehe die anderen beiden Grundgesetze) wird eine alte Qualität ersetzt (Negation); im Falle einer Entwicklung im Sinne der materialistischen Dialektik wird im nächsten Schritt auch die "neue Qualität" negiert, und zwar in der Weise, dass die erste Qualität auf höherer Stufe wieder hergestellt wird (Negation der Negation). Ein Beispiel dafür findet man in Marx' Analyse der Wertformen: die einfache Wertform wird durch die totale Wertform ersetzt; durch die Herausbildung einer Allgemeinen Wertform wird die Einfachheit der ersten Wertform wieder hergestellt, aber auf "höherer Stufe", d. h. ohne die der einfachen Wertform anhaftende Zufälligkeit.
Die dialektische Negation unterscheidet sich von der logischen Negation. Letztere bezieht sich auf Aussagen und ordnet einer Aussage p den entgegengesetzten Wahrheitswert zu: ~ p (lies: es ist nicht wahr, dass p ...).

## Kritik
Kritiker halten die von Hegel formulierten allgemeinen „Bewegungsgesetze“ der Natur und Gesellschaft für eine rein sophistische Begriffs- und Wortspielerei, in der materialistischen Form Engels’ für eine Erkenntnisprozesse hemmende Trivialität. Dass etwa beim „quantitativen“ Zufügen von Wärme aus flüssigem Wasser gasförmiger Wasserdampf entstehe, sei lange bekannt; dies aber mit dem „Umschlagen von Quantität in Qualität“ zu erklären, sei eine rein willkürliche Benennung, die die echten physikalischen und chemischen Vorgänge (siehe Thermodynamik) eher verdeckt und damit ein tieferes Verstehen der Vorgänge behindere.
Die Gesetze von der Durchdringung der Gegensätze und der Negation der Negation seien vor allem dazu da, elementare Gesetze der Logik auszuhebeln. So würde keineswegs erklärt, wie denn die Negation einer Sache sie gleichzeitig einschließen könne, sondern dies werde nur postuliert, um dann sagen zu können, dass ein Fortschritt stattgefunden habe. Dass man auch irgendwie argumentieren könne, dass Gegensätze sich bedingen, wird nicht bestritten; aber sofern es zutreffe, sei es eine Trivialität (wo es kein Gegensätzliches gibt, kann man auch nicht von einem Gegensatz sprechen) und bringe keinen tieferen Erkenntnisgewinn.
Karl Popper kritisiert die oberflächliche Anwendung der „Dialektik“ mit folgenden Worten: „Hegels Ruhm wurde später von jenen begründet, die das schnelle Eindringen in die tiefen Mysterien der Welt der mühevollen Kleinarbeit einer Wissenschaft vorziehen, die oft enttäuschen muß, weil sie unfähig ist, alle Geheimnisse mit einem Schlag zu enthüllen. […] Nichts führte […] mit so geringem Aufwand an Denken und so wenig wissenschaftlichem Studium und wissenschaftlicher Kenntnis zu solch aufgebauschtem, scheinwissenschaftlichem Ansehen […] wie die Hegelsche Dialektik, jene magische Methode, die die ‚unfruchtbare formale Logik‘ ersetzte.“
Nach Hans Albert können Kontradiktionen zum Ausgangspunkt einer Methodologie des Erkenntnisfortschritts genommen werden. Dazu müsse man die logischen Widersprüche allerdings menschlicher Erkenntnis anlasten und nicht der Wirklichkeit selbst.